# Campeonato Mundial de Ciclismo em Estrada de 2015

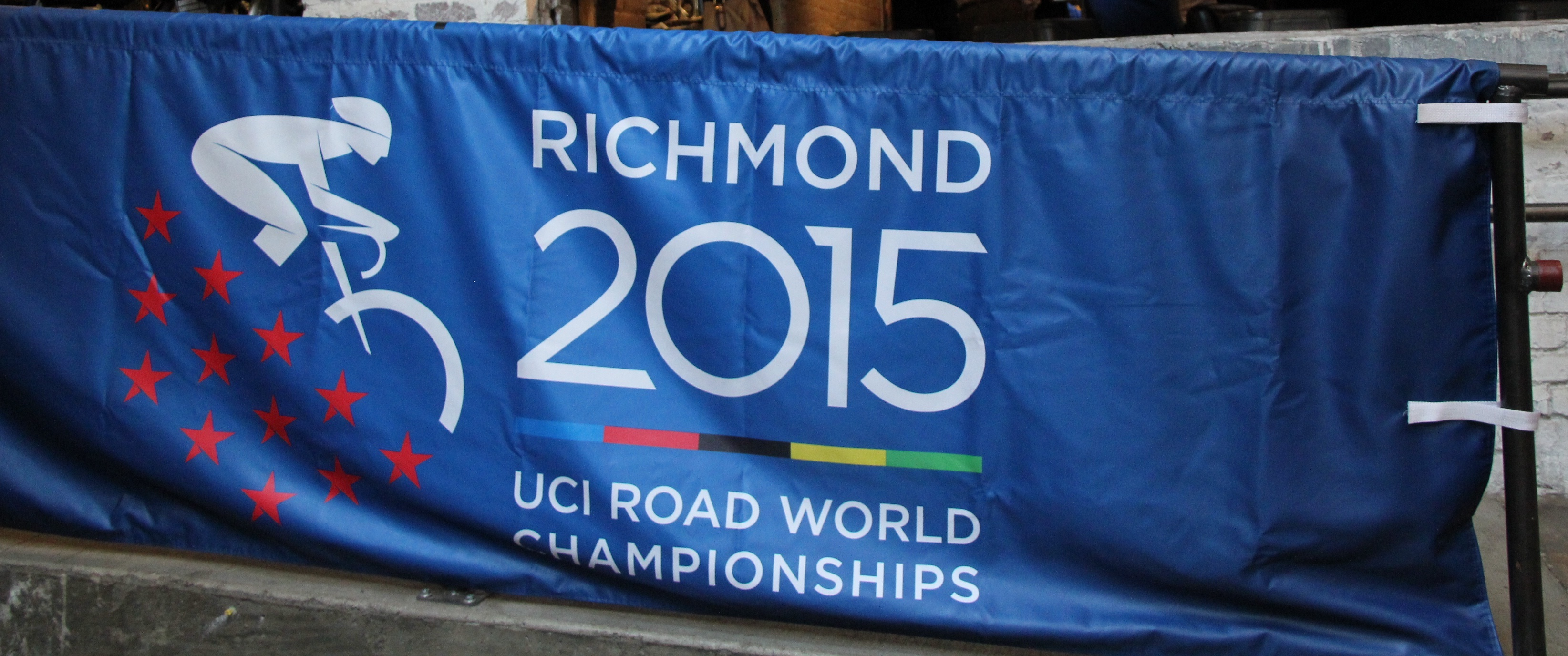
Estandarte do Campeonato Mundial de Ciclismo em Estrada da UCI em 2015

O LXXXII Campeonato Mundial de Ciclismo em Estrada realizou-se em Richmond (Estados Unidos) entre 19 e 27 de setembro de 2015, baixo a organização da União Ciclista Internacional (UCI) e a União Ciclista dos Estados Unidos.
O campeonato constou de carreiras nas especialidades de contrarrelógio e de estrada, nas divisões elite masculino, elite feminino e masculino sub-23; as provas de contrarrelógio elite disputaram-se individualmente e por equipas. Ao todo outorgaram-se oito títulos de campeão mundial.

## Programa
Todas as provas tiveram a meta em frente ao Centro de Conferências da cidade estadounidense.
| Dia   | Evento                               | Trajecto                          | Distância (km) | Ganhador                              |
| ----- | ------------------------------------ | --------------------------------- | -------------- | ------------------------------------- |
| 20.09 | Contrarrelógio por equipas feminina  | Circuito urbano                   | 38,6           | Velocio-SRAM · ( Alemanha)            |
| 20.09 | Contrarrelógio por equipas masculina | Circuito urbano                   | 38,6           | BMC Racing · ( Estados Unidos)        |
| 21.09 | Contrarrelógio sub-23 masculina      | Circuito urbano (2 voltas)        | 29,9           | Mads Würtz Schmidt · ( Dinamarca)     |
| 22.09 | Contrarrelógio feminina              | Circuito urbano (2 voltas)        | 29,9           | Linda Villumsen · ( Nova Zelândia)    |
| 23.09 | Contrarrelógio masculina             | Kings Dominion–Richmond           | 53,5           | Vasil Kirienka · ( Bielorrússia)      |
| 25.09 | Estrada sub-23 masculina             | Circuito urbano (10 voltas)       | 162,2          | Kévin Ledanois · ( França)            |
| 26.09 | Estrada feminina                     | Circuito urbano (8 voltas)        | 129,8          | Elizabeth Armitstead · ( Reino Unido) |
| 27.09 | Estrada masculina                    | Universidade de Richmond–Richmond | 261,4          | Peter Sagan · ( Eslováquia)           |

Notas
1. 1 2  Prova disputada por equipas ciclistas; na cerimónia de entrega de medalhas, bem como no quadro de medalhas, conta-se o país de origem da equipa como o ganhador da medalha, ainda que a equipa esteja composta por ciclistas de diferentes nacionalidades.
2. ↑  Trajecto de 18,1 km + 15 voltas a um circuito de 16,22 km.

## Resultados

### Masculino
- Contrarrelógio individual

| Posto  | Ciclista       | País         | Tempo      |
| ------ | -------------- | ------------ | ---------- |
| Ouro   | Vasil Kirienka | Bielorrússia | 1:02:29,45 |
| Prata  | Adriano Malori | Itália       | 1:02:38,53 |
| Bronze | Jérôme Coppel  | França       | 1:02:56,07 |

- Contrarrelógio por equipas

| Posto  | Ciclistas | País                           | Tempo    |
| ------ | --- | ------------------------------ | -------- |
| Ouro   | Rohan Dennis ( Austrália) · Silvan Dillier ( Suíça ) · Stefan Küng ( Suíça ) · Daniel Oss ( Itália) · Taylor Phinney ( Estados Unidos) · Manuel Quinziato ( Itália)            | BMC Racing · ( Estados Unidos) | 42:07,79 |
| Prata  | Tom Boonen ( Bélgica) · Michał Kwiatkowski ( Polónia) · Yves Lampaert ( Bélgica) · Tony Martin ( Alemanha) · Niki Terpstra ( Países Baixos) · Rigoberto Urán ( Colômbia)       | Etixx-Quick Step · ( Bélgica)  | 42:19,32 |
| Bronze | Andrey Amador ( Costa Rica) · Jonathan Castroviejo ( Espanha) · Alex Dowsett ( Reino Unido) · Íon Izagirre ( Espanha) · Adriano Malori ( Itália) · Jasha Sütterlin ( Alemanha) | Movistar · ( Espanha)          | 42:38,08 |

- Estrada

| Posto  | Ciclista             | País       | Tempo   |
| ------ | -------------------- | ---------- | ------- |
| Ouro   | Peter Sagan          | Eslováquia | 6:14:37 |
| Prata  | Michael Matthews     | Austrália  | 6:14:40 |
| Bronze | Ramūnas Navardauskas | Lituânia   | 6:14:40 |

### Feminino
- Contrarrelógio individual

| Posto  | Ciclista             | País          | Tempo    |
| ------ | -------------------- | ------------- | -------- |
| Ouro   | Linda Villumsen      | Nova Zelândia | 40:29,87 |
| Prata  | Anna van der Breggen | Países Baixos | 40:32,41 |
| Bronze | Lisa Brennauer       | Alemanha      | 40:35,13 |

- Contrarrelógio por equipas

| Posto  | Ciclistas | País                             | Tempo    |
| ------ | --- | -------------------------------- | -------- |
| Ouro   | Alena Amialiusik ( Bielorrússia) · Lisa Brennauer ( Alemanha) · Karol-Ann Canuel ( Canadá) · Barbara Guarischi ( Itália) · Mieke Kröger ( Alemanha) · Trixi Worrack ( Alemanha)                              | Velocio-SRAM · ( Alemanha)       | 47:35,72 |
| Prata  | Elizabeth Armitstead ( Reino Unido) · Chantal Blaak ( Países Baixos) · Christine Majerus ( Luxemburgo) · Katarzyna Pawłowska ( Polónia) · Evelyn Stevens ( Estados Unidos) · Ellen van Dijk ( Países Baixos) | Boels Dolmans · ( Países Baixos) | 47:42,38 |
| Bronze | Lucinda Brand ( Países Baixos) · Thalita de Jong ( Países Baixos) · Shara Gillow ( Austrália) · Roxane Knetemann ( Países Baixos) · Katarzyna Niewiadoma ( Polónia) · Anna van der Breggen ( Países Baixos)  | Rabo-Liv · ( Países Baixos)      | 48:31,84 |

- Estrada

| Posto  | Ciclista             | País           | Tempo   |
| ------ | -------------------- | -------------- | ------- |
| Ouro   | Elizabeth Armitstead | Reino Unido    | 3:23:56 |
| Prata  | Anna van der Breggen | Países Baixos  | 3:23:56 |
| Bronze | Megan Guarnier       | Estados Unidos | 3:23:56 |

### Sub-23
- Contrarrelógio individual

| Posto  | Ciclista              | País      | Tempo    |
| ------ | --------------------- | --------- | -------- |
| Ouro   | Mads Würtz Schmidt    | Dinamarca | 37:10,96 |
| Prata  | Maximilian Schachmann | Alemanha  | 37:23,16 |
| Bronze | Lennard Kämna         | Alemanha  | 37:31,98 |

- Estrada

| Posto  | Ciclista        | País   | Tempo   |
| ------ | --------------- | ------ | ------- |
| Ouro   | Kévin Ledanois  | França | 3:54:45 |
| Prata  | Simone Consonni | Itália | 3:54:45 |
| Bronze | Anthony Turgis  | França | 3:54:47 |

## Medalheiro
| 1  | Alemanha       | 1 | 1 | 2 | 4  |
| 2  | França         | 1 | 0 | 2 | 3  |
| 3  | Estados Unidos | 1 | 0 | 1 | 2  |
| 4  | Bielorrússia   | 1 | 0 | 0 | 1  |
| 4  | Dinamarca      | 1 | 0 | 0 | 1  |
| 4  | Eslováquia     | 1 | 0 | 0 | 1  |
| 4  | Nova Zelândia  | 1 | 0 | 0 | 1  |
| 4  | Reino Unido    | 1 | 0 | 0 | 1  |
| 9  | Países Baixos  | 0 | 3 | 1 | 4  |
| 10 | Itália         | 0 | 2 | 0 | 2  |
| 11 | Austrália      | 0 | 1 | 0 | 1  |
| 11 | Bélgica        | 0 | 1 | 0 | 1  |
| 13 | Espanha        | 0 | 0 | 1 | 1  |
| 13 | Lituânia       | 0 | 0 | 1 | 1  |
|    | TOTAL          | 8 | 8 | 8 | 24 |